# Félix Ettien
Félix Dja Ettien (ur. 26 września 1979 w Abidżanie) – piłkarz z Wybrzeża Kości Słoniowej, grający na pozycji pomocnika.

## Kariera klubowa
Jest wychowankiem klubu USC Bassam. W 1997 roku trafił do hiszpańskiego klubu Levante UD. W sezonie 1997/1998 zaliczył 7 występów w Segunda División. Levante w tym sezonie spadło do Segunda División B i zawodnik spędził następny sezon 1998/1999 na trzecioligowych boiskach. W 31 meczach zdobył 3 bramki i przyczynił się do powrotu Levante do Segunda División. Przez pięć następnych sezonów występował w drugiej lidze hiszpańskiej, aż w końcu w sezonie 2003/2004 zajął z Levante pierwsze miejsce w tabeli Segunda División i awansował z zespołem do Primera División. Wystąpił w 34 meczach i strzelił 2 bramki w Primera División. Levante zajęło jednak 18. miejsce w tabeli i zespół spadł do Segunda División. W sezonie 2005/2006 w 31 meczach zdobył 3 bramki i ponownie przyczynił się do awansu Levante do Primera División. Kolejne dwa sezony spędził na boiskach Primera División. W sezonie 2006/2007 wystąpił 34 razy, strzelając dwie bramki. Natomiast w sezonie 2007/2008 wchodząc na boisko głównie z ławki rezerwowych zagrał 13 razy, strzelając jedną bramkę. Klub z Walencji zajął w tym sezonie ostatnie miejsce w ligowej tabeli i spadł do Segunda División. Klub przez to musiał po sezonie rozwiązać kontrakt z Ettienem, który miał obowiązywać do lipca 2011 roku, z powodu problemów z wypłacalnością.
Zawodnik od tego czasu pozostaje bez klubu. W listopadzie 2008 roku Ettien był testowany przez niemiecki klub Energie Cottbus. Następnie był na testach w greckim klubie OFI Kreta. 13 lutego 2009 roku trafił na testy do zespołu mistrza Polski Wisły Kraków.

## Kariera reprezentacyjna
w 1997 roku Ettien występował na Mistrzostwach Świata U-20, które odbyły się w Malezji. Wystąpił tam w spotkaniach z reprezentacją Anglii oraz reprezentacją Zjednoczonych Emiratów Arabskich.
W pierwszej reprezentacji Wybrzeża Kości Słoniowej zadebiutował 3 czerwca 2001 roku w spotkaniu z reprezentacji Libii. W 67 minucie tego spotkania zdobył swoją debiutancką bramkę dla reprezentacji. 17 czerwca 2001 roku zagrał w spotkaniu, które odbyło się w ramach eliminacji do Pucharu Narodów Afryki, z reprezentacją Egiptu. W 2001 roku zagrał jeszcze w trzech spotkaniach, które odbyły się w ramach eliminacji do Mistrzostw Świata, 1 lipca z reprezentacją Madagaskaru, 15 lipca w spotkaniu z reprezentacją Konga oraz 29 lipca w spotkaniu z reprezentacją Demokratycznej Republiki Konga. 18 sierpnia 2008 został po długiej przerwie ponownie powołany do reprezentacji Wybrzeża Kości Słoniowej przez trenera Vahida Halilhodžica. 20 sierpnia 2008 roku zanotował swój ostatni jak dotychczas występ w reprezentacji, w meczu z reprezentacją Gwinei.

## Statystyki
| Sezon     | Klub       | Liga               | Liczba meczów | Liczba bramek |
| --------- | ---------- | ------------------ | ------------- | ------------- |
| 1997/1998 | Levante UD | Segunda División   | 7             | 0             |
| 1998/1999 | Levante UD | Segunda División B | 31            | 3             |
| 1999/2000 | Levante UD | Segunda División   | 38            | 2             |
| 2000/2001 | Levante UD | Segunda División   | 36            | 1             |
| 2001/2002 | Levante UD | Segunda División   | 34            | 3             |
| 2002/2003 | Levante UD | Segunda División   | 33            | 3             |
| 2003/2004 | Levante UD | Segunda División   | 17            | 1             |
| 2004/2005 | Levante UD | Primera División   | 34            | 2             |
| 2005/2006 | Levante UD | Segunda División   | 31            | 3             |
| 2006/2007 | Levante UD | Primera División   | 34            | 2             |
| 2007/2008 | Levante UD | Primera División   | 13            | 1             |
| Suma      | Levante UD | Levante UD         | 308           | 21            |